# Zonosemata vittigera
Zonosemata vittigera är en tvåvingeart som först beskrevs av Daniel William Coquillett 1899.  Zonosemata vittigera ingår i släktet Zonosemata och familjen borrflugor. Inga underarter finns listade i Catalogue of Life.